# Atlanta and St. Andrews Bay Railway
L'Atlanta & St. Andrews Bay Railway (A&SAB) est une compagnie ferroviaire américaine créée en 1906 afin de relier Panama City, en Floride, à Dothan, en Alabama. 

## Historique
La ligne, longue de 130 km, fut achevée en 1908. L'A&SAB se vantait d'avoir des connexions avec trois chemins de fer de classe I : le Louisville and Nashville Railroad, le Central of Georgia Railway et l'Atlantic Coast Line Railroad. 
Durant toute son existence, son activité principale fut le transport de fret dominé par le bois et ses produits dérivés. Cependant un service voyageurs exista jusqu'en 1957. Atlanta était relié grâce à des droits de circulation sur le Central of Georgia, à partir de Dothan, Alabama, via Albany et Macon en Géorgie. Il adopta très tôt la traction diesel, puisque dès 1947 toutes ses locomotives à vapeur avaient disparu. Cette même année, le Bay Line gagna son statut de chemin de fer de classe 1, et l'intéressante particularité d'être la première compagnie 100 % diésélisée de cette classe. 
Après la mort de son fondateur, il fut détenu par de grandes compagnies telles que Coca-Cola, United Fruit, International Paper et Stone Container Corporation. Puis le 31 décembre 1993, il fut repris par Rail Management Corporation, qui le rebaptisa Bay Line Railroad le 1er janvier 1994. La compagnie avait 36 employés et 160 km de voies. 
Le 1er juin 2005, Rail Management Corporation fut racheté par Genesee & Wyoming Inc.. Le Bay Line Railroad exploite la ligne Panama City, Floride à Abbeville, Alabama, avec des droits de passages sur le CSX entre Dothan et Grimes, Alabama. A Dothan, il s'interconnecte avec le Chattahoochee and Gulf Railroad.

## Référence
- (en) Cet article est partiellement ou en totalité issu de l’article de Wikipédia en anglais intitulé « Atlanta and St. Andrews Bay Railway » (voir la liste des auteurs).